# Athlītikī Enōsī Spartī
L'Athlītikī Enōsī Spartī (in greco: Αθλητική Ενώση Σπάρτη), conosciuta semplicemente come Sparta, è stato un club calcistico greco, con sede a Sparta, in Laconia.
Il club fu fondato nel 1991. Giocava le sue partite casalinghe nello stadio municipale di Sparta, con una capacità di 1.500 spettatori. Si è sciolto nel 2019.

## Storia
Il club è stato fondato nel 1991 con il nome di Charisiakos F.C. e successivamente ribattezzato in Unione Atletica di Sparta F.C. 
Tra i suoi principali successi annovera il Campionato di Laconia nel 2001, 2002, 2003. Ha partecipato alla Quarta divisione Greca nella stagione 2002-03, terminando al 5º posto. Nel 2003-04 conclude la stagione al quindicesimo posto, con la retrocessione nel Campionato di Laconia.
Il club ha vinto il campionato 2014-1015. Nella stagione successiva il club ha ottenuto il primo posto nel terzo gruppo di Football League 2 ed è stato promosso in Football League.

## Colori e simboli

### Simboli ufficiali

#### Stemma
Il 22 luglio 2016, il club ha deciso di cambiare lo stemma dopo la promozione nelle categorie professionali, ricordando le vecchie radici del club. Il nuovo stemma è dinamico, che deriva dalla storia della città e dalla filosofia degli antichi spartani. Dominano l'elmo degli antichi spartani e la bandiera greca.

## Palmarès

### Competizioni nazionali
- Gamma Ethniki: 1

2016-2017 (gruppo 1)

### Competizioni regionali
- Campionato di Laconia: 7

1999-2000, 2000-2001, 2001-2002, 2006-2007, 2009-2010, 2013-2014, 2014-2015
- Coppa di Laconia: 7

1999-2000, 2001-2002, 2009-2010, 2010-2011, 2013-2014, 2014-2015, 2015-2016

## Tifoseria
I sostenitori dello Sparta sono chiamati 300. C'è un forte rapporto con Taranto.

## Organico

### Rosa 2018-2019
Aggiornata al 14 febbraio 2019.
| N. |                     | Ruolo | Calciatore                   |
| -- | ------------------- | ----- | ---------------------------- |
| 1  | Grecia (bandiera)   | P     | Athanasios Pantos (capitano) |
| 2  | Germania (bandiera) | D     | Marcel Ziemann               |
| 3  | Grecia (bandiera)   | D     | Anastasios Fragoulis         |
| 4  | Grecia (bandiera)   | D     | Christos Kalousis            |
| 6  | Camerun (bandiera)  | C     | Franck Eric Tientcheu        |
| 7  | Grecia (bandiera)   | C     | Athanasios Sarantopoulos     |
| 8  | Grecia (bandiera)   | C     | Konstantinos Koltsidas       |
| 9  | Guinea (bandiera)   | C     | Oumar Toure                  |
| 10 | Cile (bandiera)     | C     | Joaquín Romo                 |
| 11 | Brasile (bandiera)  | A     | Matheus Robinho              |
| 12 | Grecia (bandiera)   | A     | Vangelis Dadakos             |
| 14 | Grecia (bandiera)   | D     | Georgios Lolos               |
| 16 | Grecia (bandiera)   | C     | Andreas Zacharioudakis       |

| N. |                       | Ruolo | Calciatore            |
| -- | --------------------- | ----- | --------------------- |
| 18 | Grecia (bandiera)     | A     | Charis Natsis         |
| 21 | Grecia (bandiera)     | C     | Georgios Angelopoulos |
| 23 | Grecia (bandiera)     | D     | Konstantinos Valmas   |
| 25 | Grecia (bandiera)     | C     | Georgios Aronis       |
| 30 | Grecia (bandiera)     | C     | Marios Pavlis         |
| 33 | Portogallo (bandiera) | A     | Martim Galvão         |
| 37 | Grecia (bandiera)     | D     | Markos Douskas        |
| 38 | Francia (bandiera)    | A     | Corentin Tirard       |
| 44 | Svezia (bandiera)     | A     | Shkelqim Krasniqi     |
| 62 | Grecia (bandiera)     | P     | Georgios Sfetsos      |
| 66 | Grecia (bandiera)     | C     | Christos Giatas       |
| 95 | Grecia (bandiera)     | A     | Nikos Kainourgios     |